# Конаникут
Конаникут (англ. Conanicut Island) — второй по площади остров в заливе Наррагансетт.
Остров находится в юго-западной части залива, административно относится к округу Ньюпорт штата Род-Айленд.
Население острова — 5622 человек (2000). На острове находится город Джеймстаун, в территорию муниципалитета которого Конаникут и входит.
С островом Род-Айленд и материковой частью Конаникут связан мостами.
Название остров получил в честь вождя племени Наррагансетт, обитавшего на острове.